# Německé útoky na Nauru
Německé útoky na Nauru je pojmenování pro dva útoky německých lodí na ostrov Nauru, ke kterým došlo v prosinci 1940. Cílem německého námořnictva bylo paralyzování spojenecké obchodní aktivity v okolí ostrova a destrukce fosfátových těžebních zařízení. I přes výraznou ekonomickou důležitost ostrova nebyla na ostrově žádná vojenská přítomnost a německé síly tak nezaznamenaly žádné ztráty.

## Příčiny

Trasa německých pomocných křižníků v Tichomoří na přelomu let 1940 a 1941

Nauru, které bylo od roku 1920 pod správou Austrálie, bylo významným ekonomickým střediskem pro Spojence, a to hlavně díky rozsáhlým těžebním oblastem fosfátů používaných jako hnojivo v zemědělství. Před druhou světovou válkou bylo Britskou fosfátovou společností vytěženo přes milion tun fosfátů. Na konci října 1940 se do blízkosti ostrova dostaly tři německé lodě – pomocný křižník Komet pod vedením kapitána Roberta Eyssena, pomocný křižník Orion pod vedením kapitána Kurta Weyhera a zásobovací loď Kulmerland. Robert Eyssen byl jako služebně nejstarší určen velitelem celé bojové skupiny, která již předtím bojově operovala v novozélandských vodách.

## První útok

Pohyb německých pomocných křižníků v okolí ostrova v prosinci 1940

První útoky německých lodí v okolí tichomořského ostrova Nauru proběhly 6. prosince 1940, kdy došlo k potopení obchodní lodi Triona. Zároveň proběhly první snahy o bombardování samotného ostrova, které však kvůli špatnému počasí neměly žádný efekt. Večer 7. prosince došlo k potopení norské lodi Vinni. V těchto dnech, i když byly německé lodě vidět z ostrova, byly považovány za japonské obchodní lodě a nebyla jim věnována pozornost. 8. prosince pak došlo k potopení zbývajících dvou obchodních lodí - Triadicu a Triasteru. Kvůli nedostatku pohonných hmot a špatnému počasí (které nedovolovalo přímý útok na ostrov) vyplul celý svaz směrem k Marshallovým ostrovům.
Další útok na ostrov byl naplánován na 15. prosince 1940, který se ovšem opět neuskutečnil kvůli špatnému počasí. Zároveň svaz propustil na ostrově Emirau 675 zajatců z potopených lodí. Tento ostrov opustil svaz 21. prosince 1940 a pokusil se položit miny u ostrova Rabaul.

## Druhý útok
Svaz se přiblížil k pobřeží Nauru 27. prosince 1940 brzy ráno (5:45). Po akustické výstraze směrem k pobřeží začalo v 6:40 bombardování ostrova, které trvalo zhruba hodinu. Za tu dobu byly zničeny nakládací zařízení, průmyslová infrastruktura, palivové nádrže a mnoho dalších budov na ostrově. Po ukončení útoku celý svaz odplul směrem k Austrálii. Jednalo se o poslední německé lodě, které se během druhé světové války přiblížily k tomuto ostrovu.

## Důsledky útoku

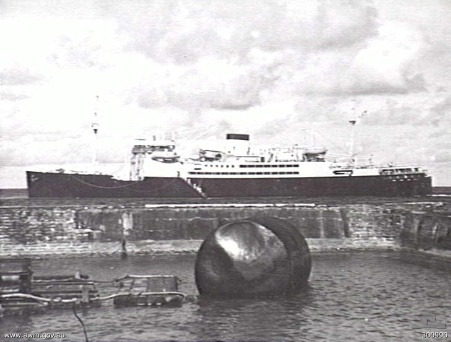
HMAS Manoora na ostrově Nauru, leden 1941

Zničení infrastruktury ostrova a ochromení spojenecké obchodní aktivity v okolí bylo pro Austrálii a Nový Zéland citelným problémem. Jednalo se o jeden z nejúspěšnějších útoků německého námořnictva v Tichomoří. Důsledkem snížení importu fosfátů na Nový Zéland muselo dojít k zavedení přídělového systému na hnojiva. Zároveň byl ze strany Spojenců výrazně zvýšen počet pátracích akcí po německých vojenských lodí. Přímo na Nauru pak byla dislokována australská bojová loď HMAS Manoora a instalováno několik pobřežních děl.

## Lodě potopené během útoků
| Potopená loď | Datum            | Výtlak   | Potopeno        | Posádka        |
| ------------ | ---------------- | -------- | --------------- | -------------- |
| Triona       | 6. prosinec 1940 | 4413 BRT | Komet           | zajato 68 mužů |
| Vinni        | 7. prosinec 1940 | 5181 BRT | Komet           |                |
| Komata       | 7. prosinec 1940 | 3900 BRT | Komet           |                |
| Triadic      | 8. prosinec 1940 | 6378 BRT | Komet s Orionem |                |
| Triaster     | 8. prosinec 1940 | 6032 BRT | Komet s Orionem |                |